# Henri XXXV de Schwarzbourg-Sondershausen
Titre
Prince de Schwarzbourg-Sondershausen
28 novembre 1740 – 6 novembre 1758
(17 ans, 11 mois et 9 jours)
Henry XXXV, prince de Schwarzbourg-Sondershausen, surnommé: le Prince de Diamants (8 novembre 1689 – 6 novembre 1758), est prince de Schwarzbourg-Keula (un petit apanage) de 1713 à 1740, et le prince régnant de la Principauté de Schwarzbourg-Sondershausen de 1740 jusqu'à sa mort.

## Biographie
Le prince Henry XXXV est le fils du prince Christian Guillaume I de Schwarzbourg-Sondershausen (1647-1721) et de son épouse, Christiane Wilhelmine (1658-1712), la fille du duc Jean-Ernest II de Saxe-Weimar.
Comme second fils, Henry XXXV n'a pas, selon les termes d'un traité de succession conclu en 1713, droit à une part de Schwarzbourg-Sondershausen, mais seulement à un petit apanage). Quand il reçoit Schwarzbourg-Keula, il est fâché avec sa famille, y compris ses frères et sœurs, et quitte la principauté. Il s'installe sur une propriété de campagne à Bürgel et maintient de bonnes relations avec son oncle, le duc Guillaume-Ernest de Saxe-Weimar.
Son frère demi-frère Günther XLIII de Schwarzbourg-Sondershausen est mort sans enfants en 1740, et Henry XXXV, lui succède comme prince régnant. Il réside au château de Sondershausen et dans la ville de marché de Reichelsheim.
Bien que la Guerre de Sept Ans fait rage durant son règne, il est de peu d'appui pour ses sujets. C'est un prince dispendieux, possédant une collection de diamants d'une valeur d'un demi-million de Talers, ce qui lui vaut le surnom de Prince de Diamants. Il est également un collectionneur passionné.
Henry XXXV est le plus controversé de sa dynastie. Il est très loin de ses sujets émotionnellement, et voyage à l'extérieur de sa principauté très souvent en raison de sa relation tendue avec ses frères et sœurs.
Il meurt, célibataire, en 1758, et est remplacé par Christian Günther III de Schwarzbourg-Sondershausen, le fils aîné de son frère cadet Auguste Ier de Schwarzbourg-Sondershausen.